# Chetostoma miraculosum
Chetostoma miraculosum är en tvåvingeart som först beskrevs av Erich Martin Hering 1938. Chetostoma miraculosum ingår i släktet Chetostoma och familjen borrflugor.
Artens utbredningsområde är Myanmar. Inga underarter finns listade i Catalogue of Life.